# La rectora
La rectora es una película dramática colombiana de 2015 dirigida por Mateo Stivelberg y protagonizada por Nona Mateus, Luis Eduardo Motoa, Jorge López, John Alex Toro y Juliette Pardau.

## Sinopsis
Una bailarina española decide abandonar Madrid para mudarse a la ciudad de Bogotá, donde conoce a Francisco Charry, un exitoso rector de universidad que no ha podido superar el fallecimiento de su esposa. Lo que al principio parece un encuentro idílico, poco a poco se manifiesta como un peligro inminente para las vidas de ambos.

## Reparto
- Nona Mateus
- Luis Eduardo Motoa
- Jorge López
- John Alex Toro
- Juliette Pardau